# Alf Poier

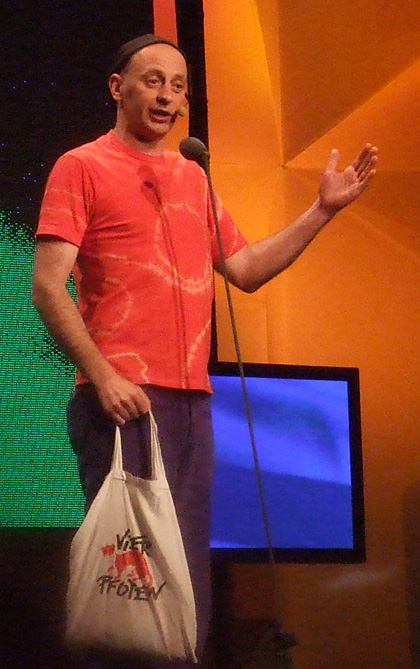
Alf Poier

Alf Poier (Judenburg, 22 februari 1967) is een Oostenrijks artiest en stand-upcomedian.
Hij werd geboren in Judenburg, Stiermarken. Hij begon met cabaret in 1995 in Graz, en won verschillende prijzen, waaronder de Salzburger Stier in, de Deutsche Kleinkunstpreis, Prix Phanteon, RTL Comedy Award in 2000 en de Oostenrijkse Karl in 2002.
In 2003, nam Poier deel aan het Eurovisiesongfestival van dat jaar en behaalde de 6e plaats met zijn lied "Weil der Mensch zählt" ("Omdat de mens telt").  Zowel lied als optreden waren een parodie op het songfestival.
In 2005 deed hij nog een gooi naar het Eurovisiesongfestival door deel te nemen aan de Oostenrijkse voorselectie 'Song.Null.Fünf' van dat jaar. Hij werd met zijn nummer "Good Old Europe Is Dying"  met 98 punten tweede achter Global Kryner dat later dat jaar in de halve finale zou stranden in Kyiv. Zijn tweede inzending "Hotel, Hotel" werd zevende in de voorselectie met 51 punten. 